# 프란세스크 피 이 마르갈
프란세스크 피 이 마르갈(스페인어: Francisco Pi y Margall, 카탈루냐어: Francesc Pi i Margall 프란세스크 피 아이 마르갈, 1824년 4월 20일 ~ 1901년 11월 29일) 혹은 프란시스코 피 이 마르갈은 스페인의 정치인이며, 스페인 제1공화국 시절 제2대 대통령이었다. 또한 그는 시인이기도 했다.

## 일생
피 아이 마르갈은 1824년 바르셀로나의 어느 직조공의 아들로서 태어났다. 후에 그는 카탈루냐어 낭만주의 작가가 되었고, 정계에 들어가 스페인 국왕 밑에서 정치를 선도했다.

## 대통령
1873년 스페인의 왕정이 폐지되고 공화국이 설립되자, 아마데오 1세는 퇴위당하고 에스타니슬라오 피게라스가 대통령이 되었다. 마르갈은 피게라스 정권 하의 분할주의에 강력하게 반대하였고, 6월 11일 피게라스는 사임하였다. 사임 후 피는 대통령으로 당선되었다. 마르갈은 교회와 국가를 분리하는 정책을 추진하였다. 또한 마르갈은 군대에 관한 정책을 개선하고, 최대 노동 시간을 8시간으로 줄이는 등 자유를 위해 노력했다. 게다가 그는 자본주의자와 사회주의자 간의 갈등을 해소시키는 등 국가 발전에 힘썼다.
하지만 전부 실패로 끝났으며 한 달 후 여러 공화파들에 의해 강력하게 비난을 받았고, 7월 18일에 자진 사퇴하였다. 1874년 왕정복고가 일어나자, 정계에서 완전히 사임했다.

## 말년기
스페인 왕정복고 이후, 마르갈은 그에 관련된 여러 가지 책들을 썼다. 그리고 공화정 도입을 위한 여러 가지 일을 했고 1901년 스페인 마드리드에서 사망했다.